# 南卡皮瓦里
南卡皮瓦里是巴西南大河州的一个市镇。总面积417.609平方公里，总人口3330人，人口密度8人/平方公里。